# 395e Infanteriedivisie (Duitsland)
De Duitse 395e Infanteriedivisie (Duits: 395. Infanterie-Division) was een Duitse infanteriedivisie tijdens de Tweede Wereldoorlog. De divisie werd opgericht op 16 maart 1940 uit onderdelen van de 521e Infanteriedivisie. De eenheid deed in haar korte bestaan alleen dienst in Oost-Pruisen.
Op 16 augustus 1940 werd de divisie, die onder leiding stond van Hans Stengel, ontbonden. 

## Samenstelling
- Infanterie-Regiment 665
- Infanterie-Regiment 674
- Infanterie-Regiment 675
- Radfahr-Schwadron 395
- Nachrichten-Kompanie 395
- Divisions-Nachschubführer 395